# Heaven for Everyone
«Heaven for Everyone» (с англ. — «Небеса для каждого») — песня британской рок-группы The Cross из альбома Shove It. Была написана Роджером Тейлором во время сессий к альбому группы Queen, A Kind of Magic. Тогда же была создана демоверсия.
В британском издании альбома Shove It была выпущена версия песни с вокалом Фредди Меркьюри, в американском издании и всех синглах — версия с вокалом Роджера Тейлора. Песня имеет типичное для раннего творчества The Cross поп-роковое звучание.
В 1995 году группа Queen выпустила кавер-версию песни (с вокалом Фредди Меркьюри) в альбоме Made in Heaven, а также выпустила её на сингле. Эта версия отличается утяжелённым, более энергичным звучанием. Она заняла 2 место в британском хит-параде.

## Видеоклипы
Существует два клипа на песню, один из которых снят на версию The Cross, а второй - на версию Queen. Для версии Queen были использованы кадры фильма Жоржа Мельеса Путешествие на Луну, на фоне которых иногда появлялась видеохроника с музыкантами группы.